# Influencia directriz
La influencia directriz es una tesis postulada en el sistema político uruguayo desde fines del siglo XIX.

## Orígenes
Impulsada originalmente por el presidente Julio Herrera y Obes cuando en 1893 envía un mensaje al Parlamento, que contenía una frase para fundamentar su postura: "Es indudable que el gobierno tiene y tendrá siempre, y es necesario y conveniente que la tenga, una poderosa y legítima influencia en la designación de los candidatos del partido gobernante". La iniciativa prosperó tras 21 días de votaciones, y el corolario fue la designación de Juan Idiarte Borda como sucesor presidencial. Este planteo de Herrera y Obes pasó a la historia y se consagró como una tendencia que distintos mandatarios quisieron ejercer en diferentes períodos de gobierno.
Las consecuencias fueron múltiples. Idiarte Borda, con su intransigencia, ocasionó el inicio de la revolución de 1897, y el opositor Partido Nacional lucharía por un poder compartido.

## Ejemplos posteriores
Hay que entender esta tesis en su justo contexto. Uruguay estrenó a inicios del siglo XX un sistema electoral con voto secreto e igual, por lo cual es indudable que transitaba la senda democrática. Sin embargo, la influencia directriz estaba alojada en el seno mismo del aparato gubernamental, y permanecería como parte de la muy mentada "cultura de gobierno".
José Batlle y Ordóñez designó a Claudio Williman, quien ocupó el sillón presidencial durante los 4 años que mediaron entre las dos presidencias de aquel. Posteriormente designó también a Feliciano Viera. Este por su parte, promovió a Baltasar Brum. La práctica seguiría de manera muy usual hasta bien entrada la segunda mitad del siglo XX.
Julio María Sanguinetti, en su primera presidencia impulsó al vicepresidente Enrique Tarigo, y en su segunda presidencia al ministro del interior Luis Hierro López; en ambas ocasiones, el desafiante Jorge Batlle Ibáñez derrotó en elecciones internas al hombre del presidente, aunque con diferente suerte.
Al final de su presidencia, Luis Alberto Lacalle impuso como candidato del Herrerismo a Juan Andrés Ramírez, en contra de la opinión de varios dirigentes que propiciaron la candidatura de Alberto Volonté.
El presidente Tabaré Vázquez impulsó la candidatura del ministro de economía Danilo Astori, lo cual fue resistido por varios dirigentes frenteamplistas que terminaron imponiendo a José Mujica.